# Yoshi Oida
Yoshi Oida (ヨシ笈田?; Kōbe, 26 luglio 1933) è un attore e regista teatrale giapponese.

## Biografia
Dal 1968 ha iniziato a lavorare stabilmente a Parigi a fianco del regista teatrale britannico Peter Brook. La loro joint venture ha dato vita, tra l'altro, al film TV La tragedia di Amleto del 2002.
Per il regista inglese è stato interprete di molti suoi lavori: Mahabarata, La tempesta, Qui est là?, Tierno Bokar. Egli stesso è anche regista teatrale. Per il cinema ha lavorato con Peter Greenaway (I racconti del cuscino) e João Mario Grillo.